# Bolitoglossa yucatana
Espèce
Synonymes
- Spelerpus yucatanus Peters, 1882
- Spelerpes yucatanicus Boulenger, 1882

Statut de conservation UICN

 LC  : Préoccupation mineure
Bolitoglossa yucatana est une espèce d'urodèles de la famille des Plethodontidae.

## Répartition
Cette espèce se rencontre dans la péninsule du Yucatán du niveau de la mer à 300 m d'altitude :
- au Mexique dans les États du Yucatán, du Quintana Roo et du Campeche ;
- dans le Nord-Est du Belize.

## Description

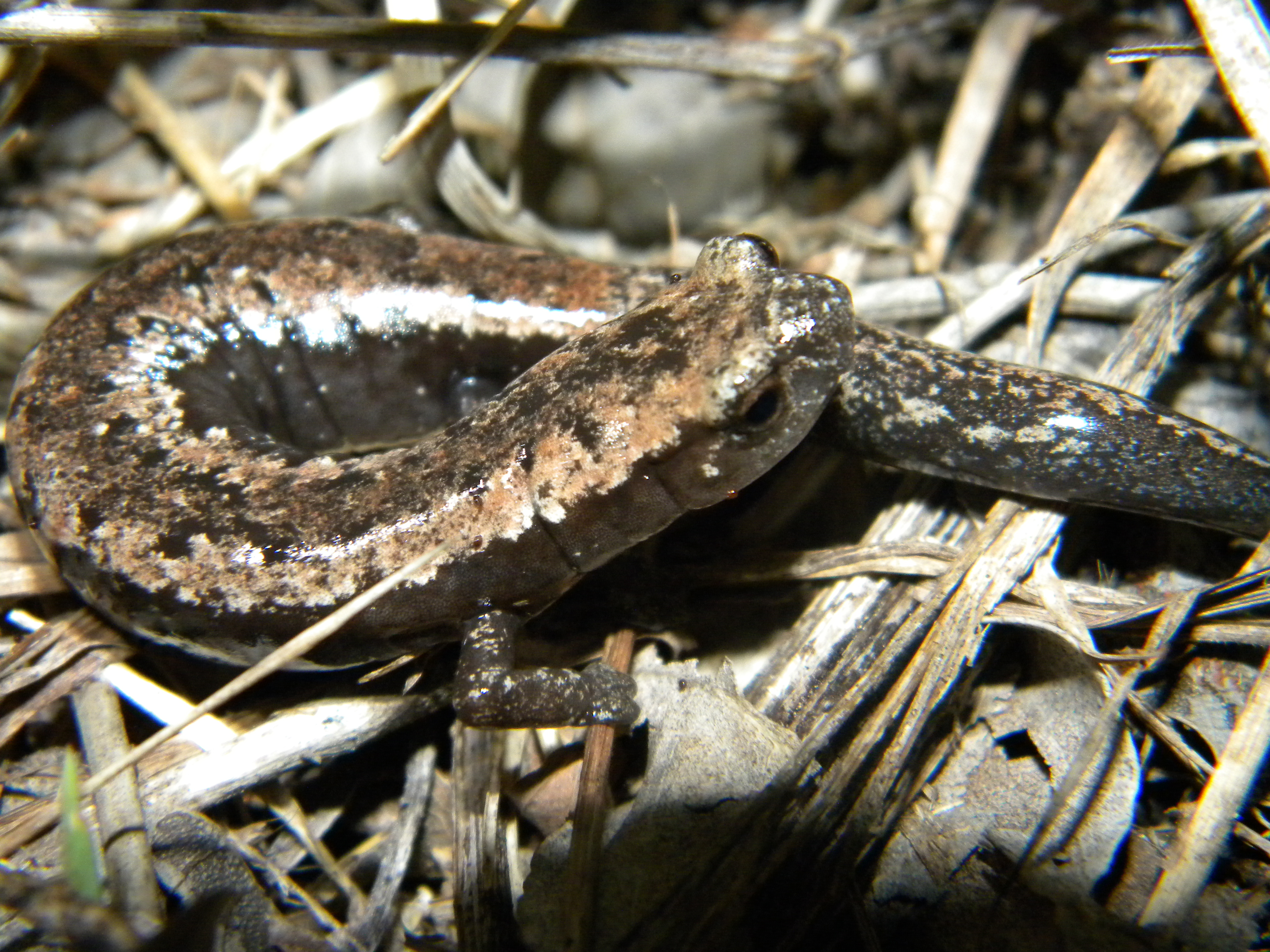
Bolitoglossa yucatana

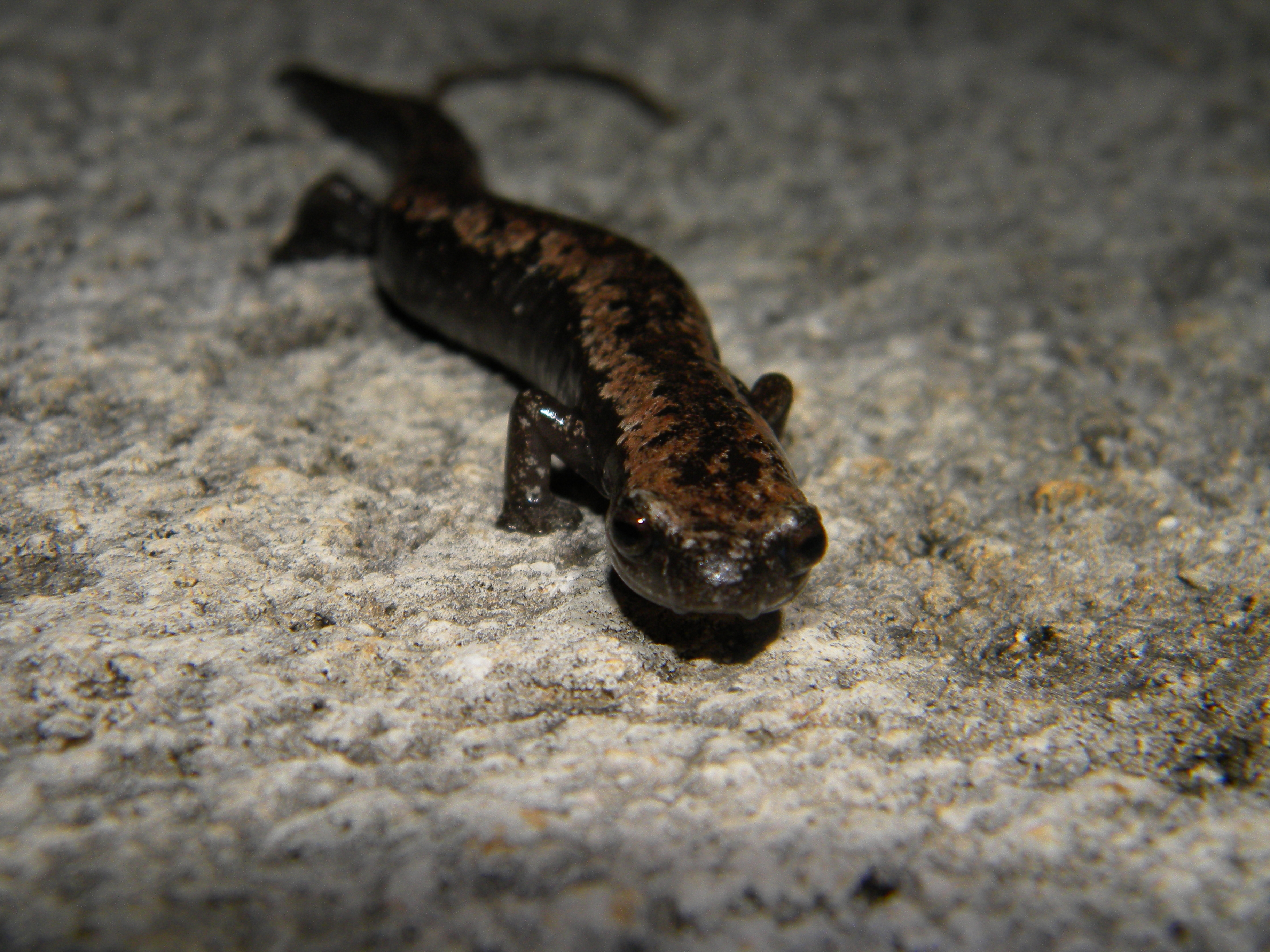
Bolitoglossa yucatana

Bolitoglossa yucatana mesure jusqu'à 129 mm dont la moitié pour la queue. Son dos est bleu nuit ou brun foncé avec des nuances de brun, crème ou fauve. Une tache brun foncé est souvent présente entre les yeux. Ses flancs sont généralement brun foncé et passant progressivement au noirâtre ou au fauve sur le ventre. Son ventre est parfois tacheté de blanc.

## Taxinomie
Spelerpes yucatanicus a été placée en synonymie avec Bolitoglossa yucatana par Boulenger en 1883.

## Étymologie
Cette espèce est nommée en référence au lieu de sa découverte, la péninsule du Yucatán.

## Publication originale
- Peters, 1882 : Eine neue Art der urodelen Batrachier, Oedipus yucatanus, aus Yucatan (Centralamerica). Sitzungsberichte der Gesellschaft Naturforschender Freunde zu Berlin, vol. 1882, p. 137-138 (texte intégral).